# Prestoea pubens
Espèce
Synonymes
- Prestoea pubens var. pubens[1]

Prestoea pubens est une espèce de plantes de la famille des Arecaceae.

## Liste des variétés
Selon Catalogue of Life (11 avril 2019) :
- variété Prestoea pubens var. pubens
- variété Prestoea pubens var. semispicata (de Nevers & A.J.Hend.) A.J.Hend. & Galeano

Selon World Checklist of Selected Plant Families (WCSP) (11 avril 2019) :
- variété Prestoea pubens var. pubens
- variété Prestoea pubens var. semispicata (de Nevers & A.J.Hend.) A.J.Hend. & Galeano (1996)

Selon NCBI (11 avril 2019) :
- variété Prestoea pubens var. semispicata (de Nevers & A.J.Hend.) A.J.Hend. & Galeano, 1996

Selon The Plant List (11 avril 2019) :
- variété Prestoea pubens var. semispicata (de Nevers & A.J.Hend.) A.J.Hend. & Galeano

Selon Tropicos (11 avril 2019) (Attention liste brute contenant possiblement des synonymes) :
- variété Prestoea pubens var. pubens
- variété Prestoea pubens var. semispicata (de Nevers & A.J. Hend.) A.J. Hend. & Galeano

## Publication originale
- Gentes Herbarum; Occasional Papers on the Kinds of Plants 12(1): 37–38, f. 3c–d. 1980.